# Noè Rivas i Cabado
Noè Rivas i Cabado (Sants-Barcelona, 15 de febrer de 1960), músic, compositor, intèrpret, pedagog i animador d'espectacles familiars i infantils.
Des del 1977 ha dedicat la seva vida artística a la creació d'espectacles per a la mainada. Va fundar el col·lectiu Cinc Dits d'Una Mà (1979-1984) al costat de Xesco Boix, Àngel Daban, Lluís Maria Panyella i Toni Giménez. Ha publicat i participat en unes quaranta discos i llibres de temàtica infantil. L'any 2005 rep el premi ARC al millor espectacle per a públic familiar. El 2009 rep el premi Reconeixement Infància 2009, juntament amb Lluís Maria Panyella, Àngel Daban i Toni Giménez. A banda de la seva trajectòria en solitari, forma part d'experiències musicals com Magari Trio, Quartetto de Tres, Noè i els Bandafesta, i Els Manetes.